# Томахавк (секира)
Томахавк је хладно оружје америчких Индијанаца, изворно Алгонкина, од којих су га преузела остала племена. Реч „томахавк“ дошла је можда из похатанског Tamahaac, од „tamaham“ - „он сече“, реч је слична и у осталим алгонкинским језицима, што и доказује његово алгонкинско порекло. Индијанци су га звали Tamoihecan.
Најранији томахавци имали су камену главу учвршћену кожним узицама или тетивама за дрвену ручку а касније се почиње користити метално сечиво. У другим варијантама може се јавити са додатком главе за лулу, такозвани 'Tomahawk-pipe' или 'томахавк-лула', и тада би служио као обредна лула мира.
Индијанци су лулу мира звали 'kinnikinnick' а у комбинацији са томахавком су један примјерак тог оружја закопавали у земљу, што значи да је склопљено примирје. Вучји Индијанци, племе Павхе, и данас на својој племенској застави имају постављен томахавк.

## Историја
Народ Алгонкина створио је томахавк. Пре него што су Европљани дошли на континент, Индијанци су користили камење, наоштрено поступком клесања и кљуцања, причвршћено за дрвене ручке, осигурано тракама од сирове коже. Томахавк се брзо проширио из алгонкинске културе на племена југа и великих равница.
Индијанци су направили ушицу томахавка, страну насупрот сечиву, која се састојала од чекића, шиљка или цеви. Та оружја су постала позната као цевни томахавци, који су садржали посуду на стубу и издубљене осовине. Направили су их европске и америчке занатлије за трговину и дипломатске поклоне за племена.

## Састав
Оригинални дизајн томахавка био је опремљен главама од оштрице или заобљених камених или јелењих рогова.
Према Мике Хаскју, модерна осовина томахавка обично је мања од 2 стопе (61 cm) у дужини, традиционално направљена од хикорија, јасена или јавора. Главе су тешке (260 до 570 g), са оштрицом која обично није много дужа од four in (10 cm) од ивице до пете. Ушица може да садржи чекић, шиљак или може једноставно да буде заокружена. Од 1900-их па надаље, томахавци су понекад имали луласту зделу урезану у дршку, и отвор избушен низ центар држаља за пушење дувана кроз металну главу. Цевни томахавци су артефакти јединствени за Северну Америку, које су створили Европљани као трговинске објекте, али се често размењују као дипломатски поклони. Били су изворни симболи са којима су се Европљани и Индијанци суочавали кад год би се срели: један крај је био лула мира, други ратна секира.
На колонијалној француској територији, француски досељеници и локални народи користили су другачији дизајн томахавка, ближи древној европској францисци. Крајем 18. века, Британска армија је издала томахавке својим колонијалним војницима током Америчког револуционарног рата као оружје и оруђе.

## Савремена употреба
Томахавци су корисни у сценаријима као што су камповање и бушкрафт. Углавном се користе као алтернатива секирицама, јер су генерално лакши и тањи од секира. Често поред главе секире садрже и друге алате, као што су шиљци или чекићи.
Модерне томахавке су користиле одабране јединице америчких оружаних снага током Вијетнамског рата и називају се „вијетнамским томахавцима“. Ови модерни томахавци су стекли популарност њиховим поновним појављивањем од стране Америчке томахавк компаније почетком 2001. године и сарадњом са произвођачем ножева Ернестом Емерсоном из компаније Емерсон Највс, Инк. Сличну дрвену ручку вијетнамском томахавку данас производи Колд стил.
Многи од ових модерних томахавка су направљени од легираног челика, диференцијално термички третиране, челичне легуре. Диференцијална топлотна обрада омогућава да део за сецкање и шиљак буду тврђи од средњег дела, што омогућава тело отпорно на ударце и издржљиву природу.

### Такмичење у бацању томахавка
Бацање томахавка је популаран спорт међу америчким и канадским групама за реконструкцију историје, а нове борилачке вештине као што је окичито су почеле да оживљавају технике борбе томахавка коришћене током колонијалне ере. Томахавци су категорија у такмичарском бацању ножева. Данашње ручно коване томахавке праве мајстори широм Сједињених Држава.
У данашње време постоји много догађаја на којима се одржавају такмичења у бацању томахавка.
Такмичења у томахавку имају прописе који се односе на врсту и стил томахавка који се користи за бацање. Постоје посебни бацачки томахавци направљени за оваква такмичења. Захтеви као што су минимална дужина дршке и максимална ивица сечива (обично 100 mm) су најчешћа правила такмичења у бацању томахавка.

### Војна примена
Томахавке су користили појединачни припадници Страјкер бригаде америчке војске у Авганистану, борбени тим 172. Страјкер бригаде са седиштем у Графенверу (Немачка), 3. бригада, 2. пешадијска дивизија из Форт Луиса, извиђачки вод у 2. одреду Царон 183д коњице (Борбени тим 116. пешадијске бригаде) (OIF 2007–2008) и бројни други војници. Томахавку је додељен NATO број (4210-01-518-7244) и класификован је као „комплет за спасавање класе 9“ као резултат програма под називом Иницијатива за брзо постављање; такође је укључен у свако Страјкер возило као „модуларни сет алата за улазак”. Овај дизајн је доживео ренесансу са америчким војницима у Ираку и Авганистану као оруђе и у употреби у борби прса у прса.

### Спровођење закона
Томахавк је стекао извесно поштовање од стране чланова различитих тактичких тимова за спровођење закона (тј. „SWAT“). Неке компаније су искористиле ову нову популарност и производе „тактичке томахавке”. Ови SWAT оријентисани алати су дизајнирани да буду корисни и релативно лагани. Неки примери „тактичких томахавка” укључују моделе код којих је осовина дизајнирана као хватаљка. Постоје модели са урезима за резање ужета, резовима на глави који омогућавају да се користи као кључ, и модели са широким, тешким главама за помоћ при пробијању врата.

### Модерне борбе томахавка
Не постоји много система широм света који цивиле подучавају борбеним вештинама са секиром или томахавком. Међутим, једна борилачка вештина позната као окичитав подучава борбу са томахавком у комбинацији са другим аутохтоним оружјем као што су равни бодеж, копље и ратни клуб пушке, што је углавном засновано на борбеним принципима равничарских Индијанаца.
У 20. и 21. веку, томахавци су били истакнуто заступљени у филмовима и видео игрицама (нпр. Dances with Wolves; Last of the Mohicans; The Patriot; Jonah Hex; Abraham Lincoln: Vampire Hunter; Bullet to the Head; и Assassin's Creed III), што је довело до повећаног интересовања јавности. Томахавци су једно од оружја које се користи у филипинским борилачким вештинама арнис.